# Catoosa County
Das Catoosa County befindet sich im Bundesstaat Georgia der Vereinigten Staaten. Der Verwaltungssitz (County Seat) ist Ringgold.

## Geographie
Das County liegt im Nordwesten von Georgia, grenzt im Norden an Tennessee und hat eine Fläche von 421 Quadratkilometern, wovon ein Quadratkilometer Wasserfläche ist. Das County grenzt im Uhrzeigersinn an Whitfield County und Walker County.
Das County ist Teil der Metropolregion Chattanooga.

## Geschichte
Catoosa County wurde am 5. Dezember 1853 aus Teilen des Walker County und des Whitfield County gebildet. Benannt wurde es nach einem Wort der Cherokee-Indianer Gatusi, was so viel bedeutet wie „besonderer Hügel“ oder „bestimmter Platz auf einem Berg“ und passte sehr gut zu der hügeligen Landschaft des County. 1863 fand hier die Schlacht am Chickamauga statt, eine der blutigsten Schlachten im amerikanischen Bürgerkrieg, die das vorläufige Ende des Vorrückens der Unions-Truppen in die konföderierten Gebiete bedeutete.

## Sonstiges
Das County ist in den Vereinigten Staaten bekannt für seine Weine und Weinanbaugebiete.

## Demografische Daten
Laut der Volkszählung von 2010 verteilten sich die damaligen 63.942 Einwohner auf 24.475 bewohnte Haushalte, was einen Schnitt von 2,59 Personen pro Haushalt ergibt. Insgesamt bestehen 24.475 Haushalte.
72,7 % der Haushalte waren Familienhaushalte (bestehend aus verheirateten Paaren mit oder ohne Nachkommen bzw. einem Elternteil mit Nachkomme) mit einer durchschnittlichen Größe von 3,05 Personen. In 36,3 % aller Haushalte lebten Kinder unter 18 Jahren sowie in 25,6 % aller Haushalte Personen mit mindestens 65 Jahren.
27,5 % der Bevölkerung waren jünger als 20 Jahre, 25,1 % waren 20 bis 39 Jahre alt, 28,0 % waren 40 bis 59 Jahre alt und 19,4 % waren mindestens 60 Jahre alt. Das mittlere Alter betrug 38 Jahre. 48,5 % der Bevölkerung waren männlich und 51,5 % weiblich.
93,6 % der Bevölkerung bezeichneten sich als Weiße, 2,2 % als Afroamerikaner, 0,3 % als Indianer und 1,2 % als Asian Americans. 1,1 % gaben die Angehörigkeit zu einer anderen Ethnie und 1,6 % zu mehreren Ethnien an. 2,3 % der Bevölkerung bestand aus Hispanics oder Latinos.
Das durchschnittliche Jahreseinkommen pro Haushalt lag bei 50.180 USD, dabei lebten 13,1 % der Bevölkerung unter der Armutsgrenze.

## Kultur und Sehenswürdigkeiten

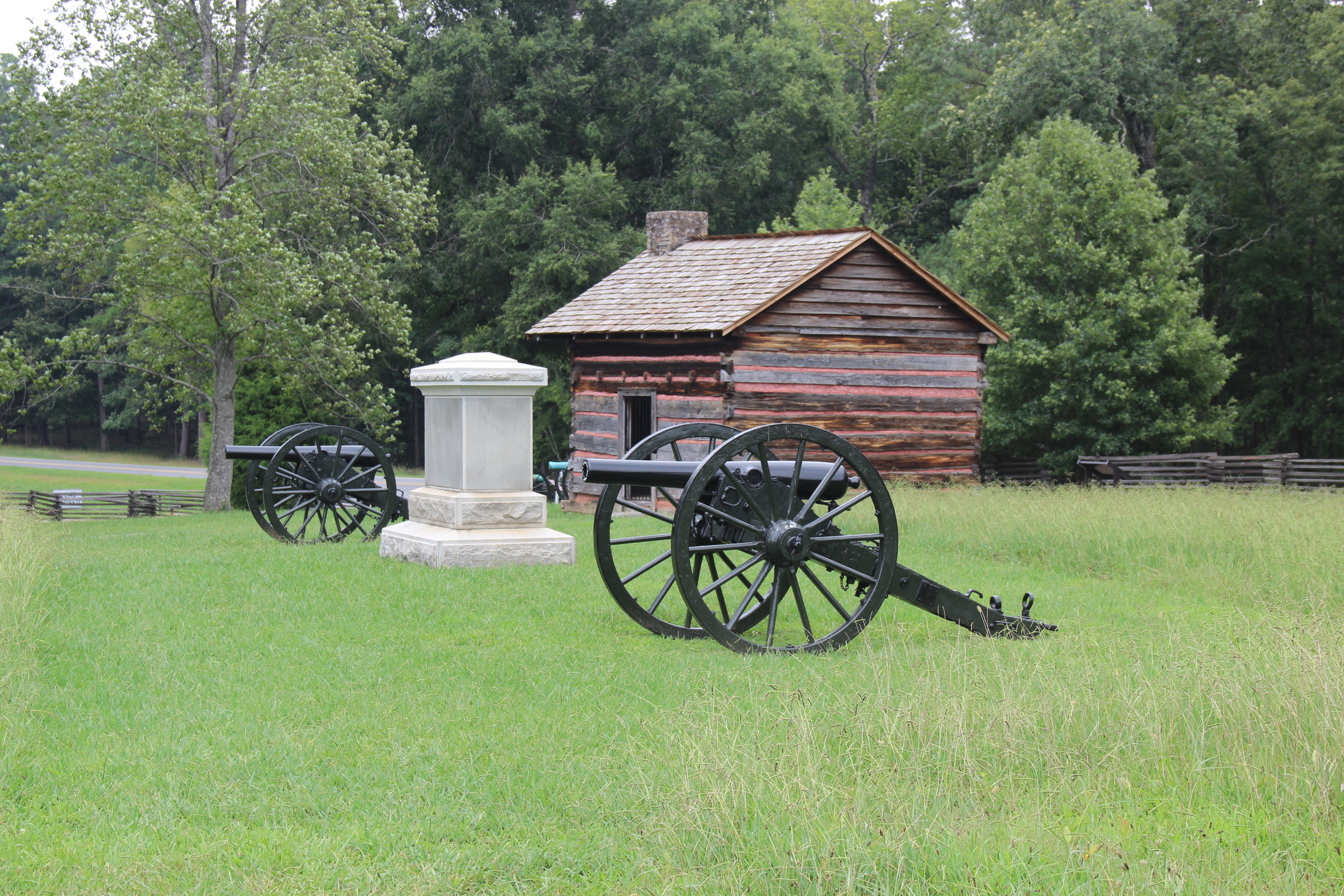
Chickamauga and Chattanooga National Military Park (2012). Dieses Schlachtfeld aus dem Sezessionskrieg hat eine Fläche von knapp 3900 Hektar und besteht aus vier Arealen. Im Oktober 1966 wurde der Park als erstes Objekt im County in das NRHP eingetragen.

Neun Bauwerke, Stätten und Historic Districts („historische Bezirke“) im Catoosa County sind im National Register of Historic Places („Nationales Verzeichnis historischer Orte“; NRHP) eingetragen (Stand 29. Juli 2023), neben dem Gerichts- und Verwaltungsgebäude sind dies unter anderem zwei Historic Districts und ein National Military Park zur Schlacht am Chickamauga.

## Orte im Catoosa County
Orte im Catoosa County mit Einwohnerzahlen der Volkszählung von 2010:
Cities:
- Fort Oglethorpe – 9.263 Einwohner
- Ringgold (County Seat) – 3.580 Einwohner

Census-designated places:
- Indian Springs – 2.241 Einwohner
- Lakeview – 4.839 Einwohner